# 针铁矿
针铁矿是一种分布广泛的铁氧化物，是铁锈中最主要的组成部分。其在西方的名字（Goethite）源自德国著名作家、哲学家同时也是矿物收集爱好者歌德。
针铁矿呈暗褐色，条痕褐色，半金属光泽。硬度5－5.5。斜方晶系，晶体呈针状或柱状，通常呈肾状、钟乳状集合体。针铁矿主要是由含铁矿物经过氧化和分解而形成的次生矿物，是构成褐铁矿的主要矿物成分。是炼铁的矿物原料。